# Szűcs Sámuel
Szűcs Sámuel (Miskolc, 1819. április 2. – Miskolc, 1889. október 24.) jogász, helytörténész. Naplói fontos helytörténeti dokumentumnak minősülnek.

## Élete
Kisnemesi családba született. A nemességet egy Szűcs György nevű ősük kapta 1666-ban, anyai ágon pedig Török Bálintig volt visszavezethető a família története. Az apja, idősebb Szűcs Sámuel nagy műveltségű, több nyelven beszélő jogászember, anyja, Szathmári Paksi (Paksy Szathmáry) Zsuzsanna, a kistokaji református lelkész lánya volt. Felesége 1826-ban meghalt, majd ismét megnősült, Barkassy Klárát vette el. A két házasságból tizenkét gyermek született, de közülük csak öt fiú vált felnőtté, Sámuel volt a legidősebb. Valamennyi fiát kitaníttatta: Sámuel, Miklós és Lajos ügyvéd, Kálmán és Bertalan mérnök lett.

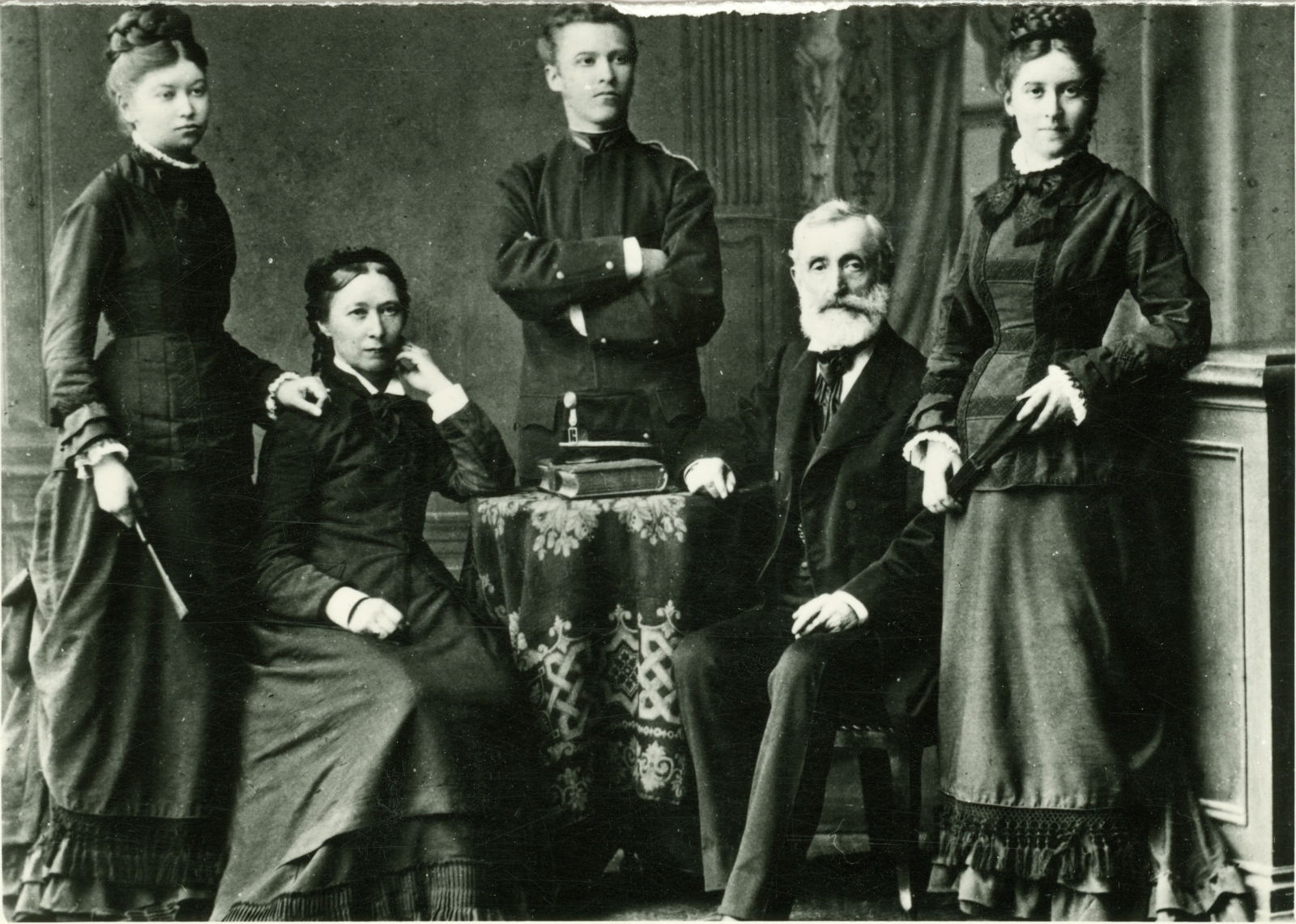
Szűcs Sámuel feleségével és gyermekeivel

Szűcs Sámuel Miskolcon kezdte tanulmányait, majd Eperjesen németet tanult. Ezt követően a miskolci református líceumban tanult tovább, ahol Regéczi István professzor mellett megismerte a magyar történelem fejezeteivel, a magyar irodalom múltjával és saját korának magyar íróival (Kisfaludy Sándor, Kisfaludy Károly, Fáy András), de olvasta Széchenyi István munkáit is, és gyakorlatilag már itt komoly európai szintű műveltségre tett szert. Fontosnak tartotta a színházat, Miskolcon minden darabot megnézett a színházban, csakúgy, mint utazásai során elment a színházba, ahol csak lehetősége volt rá. 1839-ben Késmárkon fejezte be jogi tanulmányait, majd keresztapja, Palóczy László megyei követ mellett gyakornokoskodott a pozsonyi országgyűlésen. 1840-ben tette le ügyvédi vizsgáját, és kinevezték megyei alügyésznek. Erről a posztjáról hamar lemondott, még a felajánlott főjegyzői állást is visszautasította, és 1843-tól magánügyvédi praxist vezetett. 1845-ben táblabírói állást vállalt. A szabadságharc idején nemzetőr lett (Felsőzsolcánál fegyveres szolgálatot teljesített, részt vett a kassai csatában), majd helyettesítette a fegyveres szolgálatra bevonuló aljegyzőt. A szabadságharc bukása után minden hivataláról lemondott, s csak 1855-ben volt hajlandó az osztrák törvényekből vizsgázni. Egy ideig ismét magánpraxist vezetett, majd 1864-ben a Magyar Földhitelintézet Borsod megyei bizottmány jegyzője lett. Állami hivatalnoki állást csak a kiegyezés után, 1869-ben vállalt: a megyei törvényszék ülnökévé választották, egyúttal magánügyvédi praxisát feladta. 1871-ben megyei árvaszéki ülnök lett. Innen vonult nyugdíjba 1881. február 7-én. Szűcs Sámuel lelkes lokálpatrióta volt, folyamatosan népszerűsíteni igyekezett városát és környékét. Maga is gyakran megfordult – gyalog vagy szekéren – a Déli-Bükkben, Hámorban pedig rendszeresen nyaralt családjával. Korán felfedezte a hámori táj szépségét és idegenforgalmi vonzerejét, és számos vendéget invitált ide. 1847-ben például egyike volt Petőfi Sándor vendéglátóinak, akik megmutatták a Miskolcra látogató költőnek a diósgyőri várat és a később Lillafürednek nevezett terület látnivalóit.
1852. június 2-án nősült meg, felesége Herman Ede Károly orvos leánya, Herman Ottó nővére, Herman Henriette volt. Gyermekeik: Emma (1856), Béla (1857), Lujza (1860), ezután még két, gyermekkorukban meghalt gyermekük (Róza, 1861–1868; György, 1863–1869) született.
Szűcs Sámuel 1889. október 24-én váratlanul hunyt el. Haláláról helyi és fővárosi lapok is megemlékeztek. Több mint harminc kötetnyi jegyzetet hagyott hátra, de ebből talán csak a fele maradt meg az utókorra, a második világháború után egy szekérderéknyi anyagot szállították a zúzdába. Naplójegyzeteit és Miskolc város történeti kronológiáját Leszih Andor és Megay Géza mentette meg. Emlékét Miskolcon a Szűcs Sámuel utca őrzi.

## Írói munkássága
Szűcs Sámuel iskolai tanulmányai alatt versírással is foglalkozott (díjat is nyert), felnőttként számos cikket jelentetett meg hazai lapokban. Első írásai a Pesti Hírlapban jelentek meg, ő volt Kossuth Lajos lapjának Borsod megyei levelezője. 1849 után sokáig semmit nem írt lapokba. Csak 1881-ben jelentette meg naplójegyzeteit a Borsod-Miskolci Értesítőben (reformkori és 48-as emlékeiről, Palóczy Lászlóról, Kossuth Lajosról, Reviczky Ádámról). Elkezdte feldolgozni a város 17. századi történetét, sorozatot indított Borsod és Miskolc egykori neves személyiségeinek életrajzával. Feldolgozta Miskolc színészetét, nyomda- és irodalomtörténetét, e tárgyban született írásait a Borsod megyei Lapokban közölte. Ilyenformán Szűcs Miskolc első történészének, irodalomtörténészének tekinthető, az ő írásai nyomán rajzolódik ki Miskolc 17–18. századi története.
Az 1860-as évek végén határozta el, hogy feldolgozza Miskolc 19. századi történetét (munkájának kéziratát a Herman Ottó Múzeum őrzi): „elhatározám magamat jelen munka összveállítására, részint azért mivel, ez által szülőföldem iránti kegyeletem némi díját hiszem leróva lenni; részint azért, mivel tán közölhetek itt olly tárgyakat is, mellyek másnak figyelmét elkerülték volna. Tán az én jegyzeteimet is felhasználhatja majd, eggy avatottabb elme, Miskólcznak teljes történetírásához”. A tanulmányban a kronológia a vezérelv. Az első fejezetben 1780-tól 1825-ig, a másodikban a szabadságharc bukásáig, a harmadikban 1867-ig tárgyalja Miskolc történetét. Munkáját nem fejezte be, majd Szendrei János jelenteti meg nem sokkal később a város nagy ötkötetes történeti monográfiáját, amihez felhasználta Szűcs Sámuel történeti tanulmányát, de egyéb publikációit és naplóját is.

## Naplója
Az utókor Szűcs Sámuel naplóját forrásértékű munkának tekinti, amelyben számos témában nagy jelentőségű, irodalmi igényességgel megírt anyagot gyűjtött össze. Családjában hagyomány volt a naplóírás. Nagyapja, Szathmári Paksi József kistokaji református pap, később püspök, apja, idősebb Szűcs Sámuel maga is naplóíró volt. Az apa naplói közül mindössze egy kötet maradt fenn (a Herman Ottó Múzeum őrzi), amely szerzője fiatalkori napjait, sárospataki diákélményeit örökíti meg. A napló több kötetből állt, amelynek anyaga 1787-től 1813-ig, azaz születésétől haláláig foglalta össze életének jelentős eseményeit. Fiai örökölték ezt a családi hagyományt, közülük Miklósé és Sámuelé – részben – fennmaradtak, Lajostól nem maradt meg semmi.
Az 1838-tól vezetett naplóban (tizenhárom kötete marad fenn) személyes elem alig található, saját, illetve a család ügyeiről, bajairól a legritkábban írt. Naplója inkább a napi krónika felé hajlik, s ezért írója inkább krónikás, történész. Elsődleges forrásai nyilván az élmények voltak, részt vett néhány országgyűlésen, megyei üléseken, a Pesti Magyar Társaság gyűlésén, úti élményeinek is személyes forrásai voltak. Forrásai között felhasználta a sajtót, nem ritkán különböző hivatalokban is kutatott. Naplója tehát mindenképpen objektívebb az általában vett, szubjektivitással teli naplóknál.
Szűcs Sámuel naplójából lehet megismerni számos, a megyében és a városban történt ipari, gazdasági, mezőgazdasági eseményt: tájékoztat a diósgyőri vasgyár építéséről, a vasgyári és a perecesi vasút építéséről, a Zartl testvérek hámori székgyárának létesítéséről, a fővárosi női ipari kiállításon szerzett miskolci ezüstérméről, a miskolci kőedénygyár leégéséről stb. Erőteljesen szorgalmazta a nőnevelés előtérbe állítását. Amennyiben úgy gondolta, a hír mellett egyben kétségeinek is hangot adott, mintegy vitatkozva a döntéshozókkal. Véleményét mindazonáltal nem csak írásban rögzítette, hanem szenvedélyes közéleti jelenléte kapcsán szabadon és egyenesen ki is fejtette, mi több, a közéletiséget hazafias kötelességének tartotta. Politikai nézeteit tekintve liberális eszméket vallott, Kossuth híve volt. Világos után „hallgatag szomorúság” lett úrrá rajta, de figyelemmel kísérte a szabadságharc vezetőinek sorsát.
Sok íróval, költővel állt személyes ismeretségben. Tőle, azaz naplójából tudjuk például, hogy Tompa Mihályt 1848. március 5-én az avasi templomban megválasztották papnak (bár nem vállalta el az állást), vagy hogy 1851-ben Heilprin Mihály miskolci nyomdász adta ki Tompa verseit. Az országos hírű írókról szóló írásai mellett talán fontosabb az, hogy a helyi költőket, írókat ismerhetünk meg naplójából (Kovács Lajos, Nyilas Sámuel, Dobos Dániel, Tóth Pál, Tóth Endre, Serfőző József, Benőfi Soma, Simon Pál, Lőcsei Emma). Családi kapcsolatának köszönhetően – Herman Ottó nővérét vette feleségül – sok olyan információt rögzített a természettudós sógorról, amelynek egy része még manapság is alig ismert a kutatók előtt. Folyamatos kapcsolatban volt szinte mindegyik miskolci kulturális fórummal. Színházba rendszeresen járt, a helyi lapokat rendszeresen olvasta, alapító tagja volt az első miskolci közkönyvtárnak. Elítélte az elavult oktatási rendszert, szinte hivatásának tartotta a nevelés megújítását, kiterjesztését, támogatta Karacs Teréz nőnevelési elképzeléseit.

### Szövegkiadás
- Szűcs Sámuel naplói, 1865–1889; sajtó alá rend., tan., jegyz., Kilián István, szerk., előszó Dobrossy István; Borsod-Abaúj-Zemplén Megyei Levéltár, Miskolc, 2003